# Comuna Săpânța, Maramureș
Săpânța (în maghiară Szaplonca, slovacă Sapunka, idiș: ספינקא, tradus Spinka or Șpinka) este o comună în județul Maramureș, Transilvania, România, formată numai din satul de reședință cu același nume.

## Demografie
Componența etnică a comunei Săpânța
     Români (96,21%)
     Alte etnii (0,1%)
     Necunoscută (3,7%)
Componența confesională a comunei Săpânța
     Ortodocși (83,8%)
     Adventiști (7,03%)
     Greco-catolici (4,85%)
     Alte religii (0,46%)
     Necunoscută (3,86%)
Conform recensământului efectuat în 2021, populația comunei Săpânța se ridică la 3.031 de locuitori, în creștere față de recensământul anterior din 2011, când fuseseră înregistrați 2.903 locuitori. Majoritatea locuitorilor sunt români (96,21%), iar pentru 3,7% nu se cunoaște apartenența etnică. Din punct de vedere confesional, majoritatea locuitorilor sunt ortodocși (83,8%), cu minorități de adventiști (7,03%) și greco-catolici (4,85%), iar pentru 3,86% nu se cunoaște apartenența confesională.

## Politică și administrație
Comuna Săpânța este administrată de un primar și un consiliu local compus din 13 consilieri. Primarul, Gheorghe Stan[*], de la Partidul Național Liberal, este în funcție din 1 noiembrie 2024. Începând cu alegerile locale din 2024, consiliul local are următoarea componență pe partide politice:
|  | Partid                          | Consilieri | Componența Consiliului | Componența Consiliului | Componența Consiliului | Componența Consiliului | Componența Consiliului | Componența Consiliului | Componența Consiliului | Componența Consiliului |
|  | ------------------------------- | ---------- | ---------------------- | ---------------------- | ---------------------- | ---------------------- | ---------------------- | ---------------------- | ---------------------- | ---------------------- |
|  | Partidul Național Liberal       | 8          |                        |                        |                        |                        |                        |                        |                        |                        |
|  | Alianța pentru Unirea Românilor | 2          |                        |                        |                        |                        |                        |                        |                        |                        |
|  | Partidul Social Democrat        | 2          |                        |                        |                        |                        |                        |                        |                        |                        |
|  | Partidul Mișcarea Populară      | 1          |                        |                        |                        |                        |                        |                        |                        |                        |